# Montague (Kalifornija)
Montague je grad u američkoj saveznoj državi Kalifornija. Prema popisu stanovništva iz 2010. u njemu je živjelo 1.443 stanovnika.